# Soldano
Pour les articles homonymes, voir Adriano Soldano et Nina Soldano.
Soldano est une commune italienne de la province d'Imperia, dans la région Ligurie.

## Monuments et patrimoine
- San Giovanni Battista - église paroissiale de style baroque. Derrière l'autel on peut admirer un polyptyque du XVIe siècle, réalisé par un peintre niçois de l'école des Brea.

## Administration
| Période                                  | Période | Identité | Étiquette | Qualité |
| ---------------------------------------- | ------- | -------- | --------- | ------- |
|                                          |         |          |           |         |
| Les données manquantes sont à compléter. |         |          |           |         |

### Hameaux
San Martino

### Communes limitrophes
Perinaldo, San Biagio della Cima, Vallebona